# Municipio de Inland (Iowa)
El municipio de Inland (en inglés: Inland Township) es un municipio ubicado en el condado de Cedar en el estado estadounidense de Iowa. En el año 2010 tenía una población de 755 habitantes y una densidad poblacional de 8 personas por km².

## Geografía
El municipio de Inland se encuentra ubicado en las coordenadas 41°43′41″N 90°57′26″O / 41.72806, -90.95722. Según la Oficina del Censo de los Estados Unidos, el municipio tiene una superficie total de 94.37 km², de la cual 94,37 km² corresponden a tierra firme y (0 %) 0 km² es agua.

## Demografía
Según el censo de 2010, había 755 personas residiendo en el municipio de Inland. La densidad de población era de 8 hab./km². De los 755 habitantes, el municipio de Inland estaba compuesto por el 98,28 % blancos, el 0,4 % eran afroamericanos, el 0,13 % eran amerindios, el 0,79 % eran asiáticos y el 0,4 % eran de una mezcla de razas. Del total de la población el 1,59 % eran hispanos o latinos de cualquier raza.